# Honda VT 125C Shadow
Honda VT125C Shadow je motocykl kategorie cruiser, vyvinutý firmou Honda, vyráběný v letech 1999–2009. Jeho předchůdcem byl model Honda CA 125 Rebel.
Je součástí modelové řady chopperů a cruiserů Shadow, kam dále patří větší modely VT 600C, VT 750 a VT 1100. I když má objem jen 125 cm³, svým vzhledem a proporcemi je podobná větším motorkám. Vzhledem k objemu motoru a výkonu do 15 koní je možno na ní jezdit už od 16 let. Motor je klasický dvouválec do V, ale chlazený kapalinou a s maximálním výkonem a kroutícím momentem až okolo 10 000 ot./min. Výfuky jsou svedeny do jedné koncovky.

## Technické parametry
- Rám:
- Suchá hmotnost: 146 kg
- Pohotovostní hmotnost: 160 kg
- Maximální rychlost: 130 km/h
- Spotřeba paliva: 3,6l/100 km